# سيزار أرياس
سيزار أرياس (بالإسبانية: César Augusto Arias)‏ (2 أبريل 1988 في كولومبيا - ) هو لاعب كرة قدم كولومبي في مركز الهجوم. شارك مع منتخب كولومبيا لكرة القدم. أما مع النوادي، فقد لعب مع أونس كالداس وديبورتيس توليما وريال قرطاجنة ودايجون هانا سيتزن وكوكوتا ديبورتيفو ‏ وأليانزا بتروليرا.

## وصلات خارجية
- سيزار أرياس على موقع دوري كوريا الجنوبية (الإنجليزية)
- سيزار أرياس على موقع إي إس بي إن إف سي (الإنجليزية)
- سيزار أرياس على موقع قاعدة بيانات كرة القدم.إي يو (الإنجليزية)
- سيزار أرياس على موقع ناشيونال فوتبول تيمز (الإنجليزية)
- سيزار أرياس على موقع Soccerway.com (الإنجليزية)
- سيزار أرياس على موقع AS.com (الإسبانية)